# Parti libéral de la Nouvelle-Écosse
Le Parti libéral de la Nouvelle-Écosse est un parti politique de la province de la Nouvelle-Écosse, au Canada.

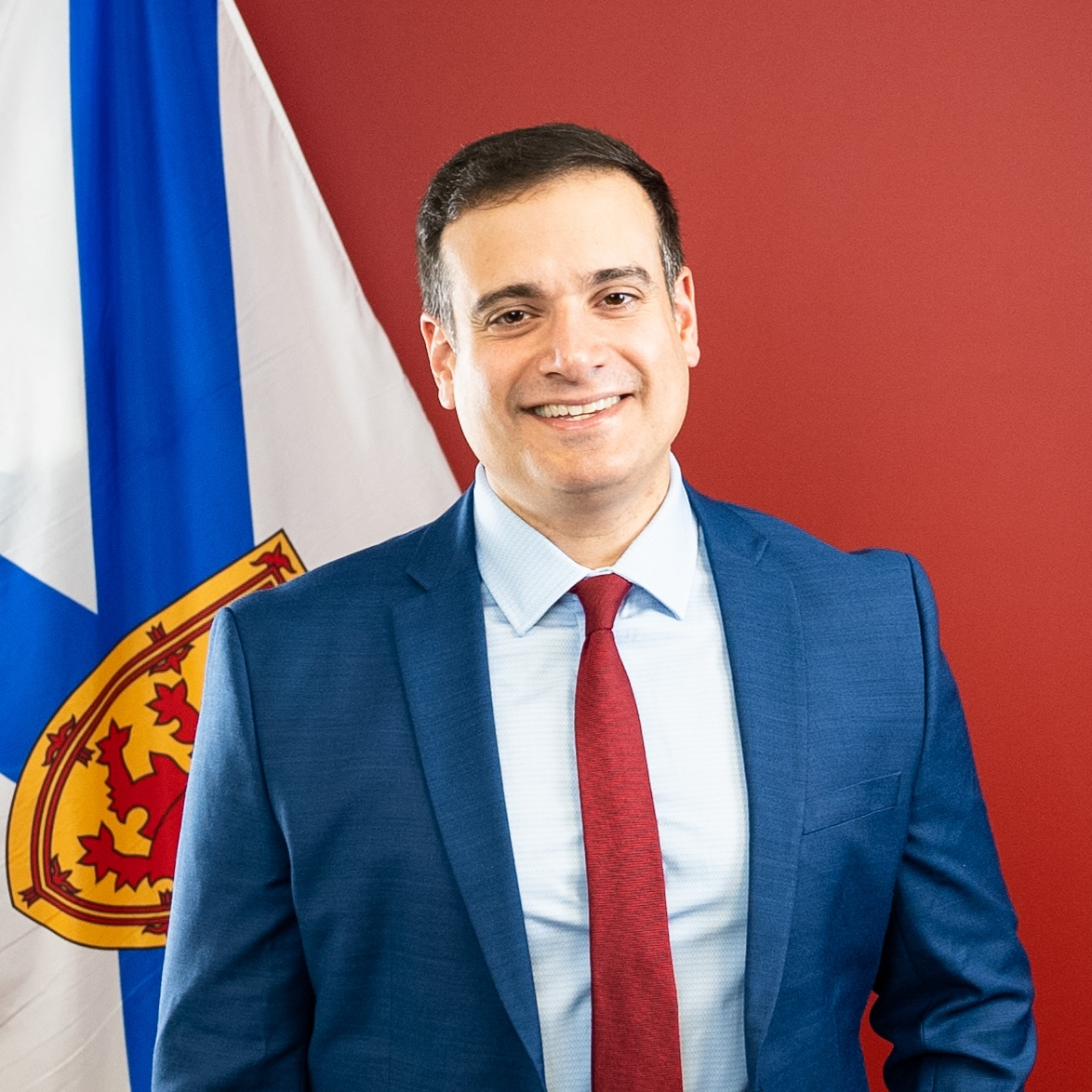
Zach Churchill est le chef du Parti libéral de la Nouvelle-Écosse de 2022 à 2024.

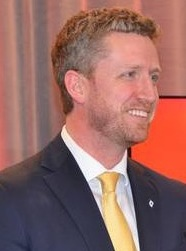
Iain Rankin est le chef du Parti libéral de la Nouvelle-Écosse de 2021 à 2022.

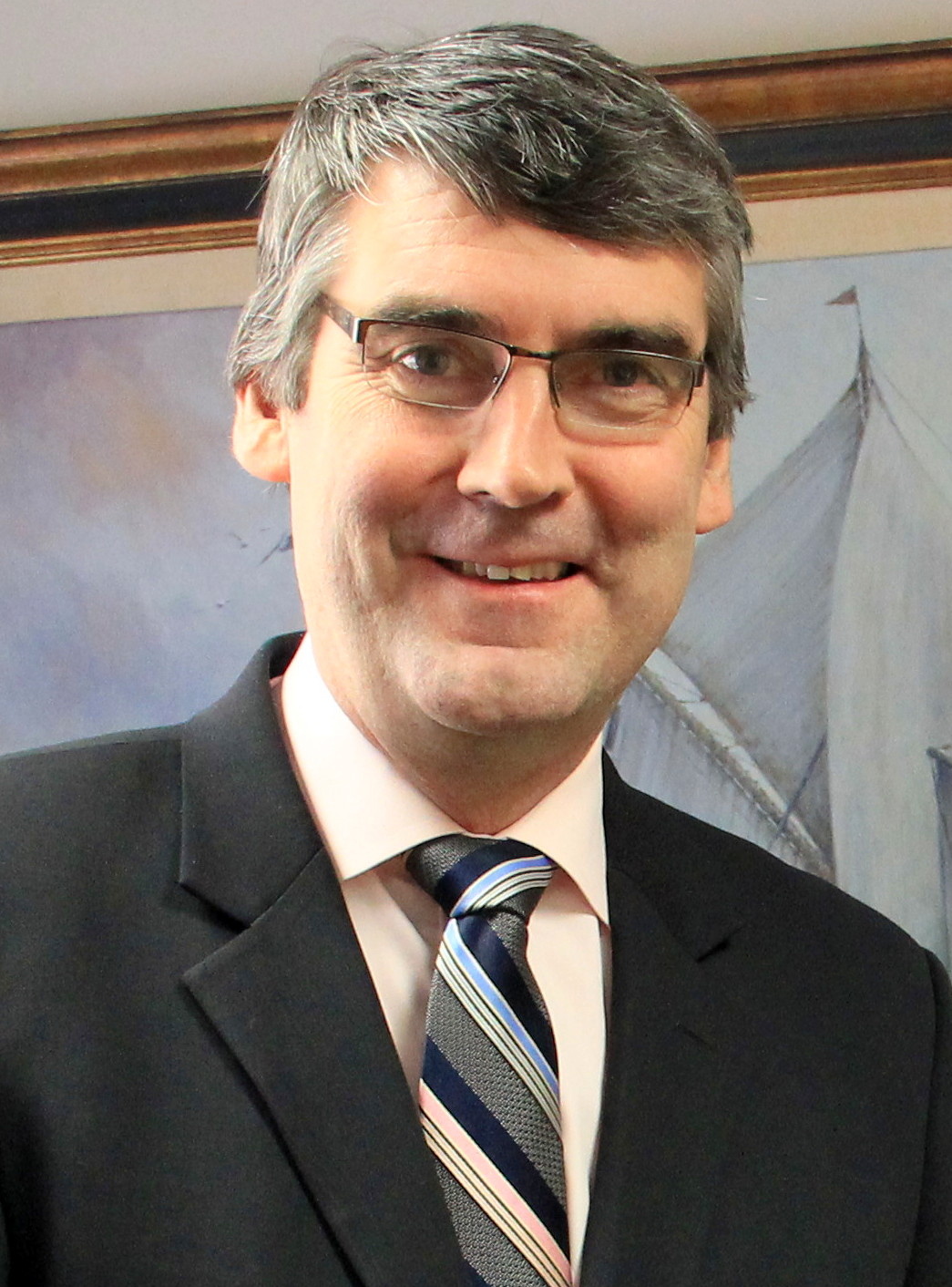
Stephen McNeil est le chef du Parti libéral de la Nouvelle-Écosse de 2007 à 2021.

## Origines
Le parti est un descendant des réformistes de la pré-confédération en Nouvelle-Écosse unis derrière Joseph Howe et réclamant un gouvernement responsable. Les libéraux-réformistes ont formé plusieurs gouvernements dans la colonie entre 1848 et 1867.
Le parti s'est divisé sur la débat de la confédération. Howe et plusieurs libéraux ont formé le Parti anti-confédération tandis que les autres libéraux ont rejoint le conservateur Charles Tupper et son parti de la confédération. Howe s'est initialement opposé à la confédération, mais a dû se résoudre à l'accepter comme une réalité après quelques tentatives initiales pour la faire échouer.
En 1868, Howe a rejoint les forces pro-confédérations, servant même dans le Cabinet de Sir John A. Macdonald.  
Le Parti anti-confédération a obtenu une large majorité des sièges de la Nouvelle-Écosse à la Chambre des communes en 1867, et a également formé le gouvernement de la nouvelle province avec William Annand.  Le nouveau parti libéral de Nouvelle-Écosse après 1867 était surtout organisé par Annand et ses forces anti-confédération, pendant que les conservateurs était organisé par Tupper et ceux qui appuyaient Sir John A. Macdonald dans la province.
Jusqu'en 1956, le Parti libéral de la Nouvelle-Écosse a formé le gouvernement pendant 76 des 89  années de 1867 à 1956.  Mais à cette époque, les partis d'oppositions rassemblaient rarement plus de 5 membres au parlement.  Le parti a aussi été le premier à amener un gouvernement responsable en Amérique du Nord.

## Histoire récente
Wayne Gaudet fut chef intérimaire du Parti libéral de la Nouvelle-Écosse de 2000 à 2002 puis à nouveau en 2003.

## Le Parti libéral de la Nouvelle-Écosse au pouvoir de 2017 à 2021
Le parti est de retour au pouvoir pour la première fois depuis 1988 avec comme chef et premier ministre Stephen McNeil d'octobre 2013 à février 2021 puis de Iain Rankin de février à août 2021.

Le Parti libéral de la Nouvelle-Écosse est au pouvoir depuis 2017.